# Smokie
Smokie (oprindeligt stavet Smokey) er et engelsk rockband fra Bradford, Yorkshire. Bandet fik succes både i hjemlandet og i udlandet efter de slog sig sammen med Mike Chapman og Nicky Chinn. De havde en række udskiftninger i sammensætningen, men turnerede stadig 2018. Deres mest populære hitsingle, "Living Next Door to Alice", toppede som nummer 3 på UK Singles Chart og i marts 1977 nåede den nummer 25 på Billboard Hot 100, samt førstepladsen på Australian singles chart. Andre hits inkluderer "If You Think You Know How to Love Me", "Oh Carol", "Lay Back in the Arms of Someone" og "I'll Meet You at Midnight".

## Medlemmer
| Nuværende medlemmer - Terry Uttley – bas, vokal (1964–1966, 1968–2021) - Steve Pinnell – trommer(1986–nu) - Martin Bullard – keyboard (1986–nu) - Mick McConnell – leadguitar (1996–nu) - Pete Lincoln – forsanger, guitar (2021–nu) | Tidligere medlemmer - Alan Silson – leadguitar, vokal (1964–1996) - Chris Norman – forsanger, rytmeguitar (1964–1986) - Pete Spencer – trommer(1973–1986) - Alan Barton – forsanger, rytmeguitar (1986–1995; døde 1995) - Mike Craft – forsanger, rytmeguitar (1995–2021) |

Tidslinje

## Diskografi
- Pass It Around (1975)
- Changing All the Time (1975)
- Midnight Café (1976)
- Bright Lights & Back Alleys (1977)
- The Montreux Album (1978)
- The Other Side of the Road (1979)
- Solid Ground (1981)
- Strangers in Paradise (1982)
- Midnight Delight (1982)
- All Fired Up (1988)
- Boulevard of Broken Dreams (1989)
- Whose Are These Boots? (1990)
- Chasing Shadows (1992)
- Burnin' Ambition (1993)
- The World and Elsewhere (1995)
- Light A Candle (1996)
- Wild Horses – The Nashville Album (1998)
- Uncovered (2000)
- Uncovered Too (2001)
- On the Wire (2004)
- Take a Minute (2010)[4]